# Emil Paluch
Emil Aleksander Paluch (ur. 12 września 1904 w Prądniku Czerwonym, zm. 20 kwietnia 1954 w Łodzi) – polski lekarz higienista.

## Życiorys
Studia medyczne rozpoczął na Wydziale Lekarskim Uniwersytetu Jagiellońskiego, a zakończył na Wydziale Lekarskim Uniwersytetu Warszawskiego.
Po II wojnie światowej był pierwszym rektorem Akademii Medycznej w Łodzi od 1950 do 1954.
Został pochowany na cmentarzu Doły w Łodzi.

## Publikacje
- Badania spektograficzne prolanu (1933)
- Chroniczne zatrucia tlenkiem węgla wśród szoferów autobusów miejskich (1939)
- Racjonalne odżywianie (1953)

## Odznaczenia i nagrody
- Krzyż Oficerski Orderu Odrodzenia Polski (22 lipca 1951, za wybitną działalność naukową w dziedzinie medycyny)[3]
- Nagroda państwowa II stopnia (1949)